# Celatoria brasiliensis
Celatoria brasiliensis là một loài ruồi trong họ Tachinidae.